# ケーブルプラス
ケーブルプラスは、J:COMがケーブルテレビ事業者に提供する各種サービスで、固定電話、電気小売、FTTHサービス卸がある。
元々はKDDIが全国各地のケーブルテレビ局に委託してサービスを提供していたが、2023年7月28日付のKDDI、J:COM、並びに住友商事の3社合同のリリースにより、2024年1月1日付をもって、当サービスのサービス提供事業者をKDDIと資本関係があるJ:COMに変更・集約したが、サービスの大きな変更点や、加入者による特段の大きな変更手続きは発生しない。

## ケーブルプラス電話
提携ケーブルテレビ事業者に、KDDIの固定電話サービスを提供する。

## ケーブルプラスでんき
提携ケーブルテレビ事業者に、KDDIの電気サービスを提供する。

## ケーブルプラス光卸
提携ケーブルテレビ事業者に、KDDIの光インターネットサービスを提供する。放送サービスもRF伝送可能かつ下記電話サービスも提供するため、これら3サービスを1本の光ファイバーケーブルで提供可能とする。

### ケーブルプラス光電話
ケーブルプラス電話と同様のサービスをオプションサービスとしてFTTHにて提供する。